# 锦山街道
锦山街道，曾是中华人民共和国黑龙江省伊春市乌翠区下辖的一个街道办事处，现已撤销，并入乌马河镇。

## 行政区划
锦山街道下辖以下村级行政区划单位：
。